# Vladímir Sokalski
Vladímir Ivànovitx Sokalski, rus: Владимир Иванович Сокальский (Heidelberg, 24 d'abril de 1863 - Sebastòpol, 1919) fou un crític musical i compositor rus.
Estudià dret a Khàrkiv i, al mateix temps, música amb el seu oncle. el també compositor Piotr Petróvitx Sokalski, donant-se a conèixer com a notable compositor, sense abandonar l'exercici d'advocat.
Les seves obres principals són; Simfonia en sol menor; Fantasia dramàtica, per a orquestra; Andante elegíac, per a violoncel i orquestra; Impressions musicals, per a piano; El nap, òpera infantil; Suite, per a piano, i melodies vocals.